# 登比察
登比察 （Dębica）是位於波蘭東南部的城市，2009年6月2日，有人口46,693人，自1999年起，屬喀爾巴阡山省。在1975年至1998年期間，屬塔爾努夫省。2006年，登比察的面積有33.81平方公里。在歷史上曾由哈布斯堡帝國統治。登比察是波蘭重要的工業都市。有許多作曲家出身于此。